# Rozsochuwate (obwód sumski)
Rozsochuwate (ukr. Розсохувате) – wieś na Ukrainie, w obwodzie sumskim, w rejonie ochtyrskim, w hromadzie Czupachiwka. W 2001 liczyła 111 mieszkańców.